# Justin Long
Justin Jacob Long (Fairfield, 2 giugno 1978) è un attore statunitense.

## Biografia
Nato e cresciuto a Fairfield, nel Connecticut, figlio d'un docente universitario di filosofia e latino d'origini italiane per parte materna, R. James Long, e d'una ex attrice attiva perlopiù in ambito teatrale, Wendy Lesniak, ha due fratelli, Damian e Christian. Debutta nel 1999 nel film Galaxy Quest, in seguito recita nell'horror Jeepers Creepers - Il canto del diavolo, nel suo seguito e nel film di Tamra Davis Crossroads - Le strade della vita. Dal 2000 al 2003 interpreta Warren Cheswick nella serie televisiva Ed, dopo la sua partecipazione alla serie, lavora in Palle al balzo - Dodgeball e nel 2005 è nel cast di Herbie - Il super Maggiolino con Lindsay Lohan. Nel 2006 recita accanto a Blake Lively nella commedia Ammesso.
Dopo essere apparso in un episodio di That '70s Show, recita nelle commedie Ti odio, ti lascio, ti... e Idiocracy. Viene ingaggiato, sempre nel 2006, per interpretare la parte di un computer Mac, in coppia con John Hodgman nel ruolo del PC all'interno della campagna pubblicitaria americana Get a Mac, indetta dalla Apple. Ma la grande occasione arriva nel 2007, quando viene scelto per affiancare Bruce Willis in Die Hard - Vivere o morire. Sempre nel 2007 interpreta George Harrison nella commedia Walk Hard - La storia di Dewey Cox. Nel 2023 interpreta il professor Nathan Bratt nella prima stagione della serie tv di Disney + Piccoli brividi.

### Vita privata
Ha avuto una relazione con Drew Barrymore, conosciuta sul set di La verità è che non gli piaci abbastanza. Dall'estate del 2013 al settembre 2015 ha avuto una relazione con l'attrice Amanda Seyfried. Nel gennaio del 2022 si è legato alla collega Kate Bosworth, che ha poi sposato nel 2023.

## Filmografia

### Attore

#### Cinema
- Galaxy Quest, regia di Dean Parisot (1999)
- Maial Campers - Porcelloni al campeggio (Happy Campers), regia di Daniel Waters (2001)
- Jeepers Creepers - Il canto del diavolo (Jeepers Creepers), regia di Victor Salva (2001)
- Crossroads - Le strade della vita (Crossroads), regia di Tamra Davis (2002)
- Jeepers Creepers 2 - Il canto del diavolo 2 (Jeepers Creepers II), regia di Victor Salva (2003)
- Raising Genius, regia di Linda Voorhees e Bess Wiley (2004)
- Palle al balzo - Dodgeball (Dodgeball), regia di Rawson Marshall Thurber (2004)
- Waiting..., regia di Rob McKittrick (2005)
- Herbie - Il super Maggiolino (Herbie Fully Loaded), regia di Angela Robinson (2005)
- The Sasquatch Gang, regia di Tim Skousen (2006)
- Un sogno troppo grande (Dreamland), regia di Jason Matzner (2006)
- Ti odio, ti lascio, ti... (The Break-Up), regia di Peyton Reed (2006)
- Ammesso (Accepted), regia di Steve Pink (2006)
- Idiocracy, regia di Mike Judge (2007)
- Die Hard - Vivere o morire (Live Free or Die Hard), regia di Len Wiseman (2007)
- Walk Hard - La storia di Dewey Cox (Walk Hard: The Dewey Cox Story), regia di Jake Kasdan (2007)
- Strange Wilderness, regia di Fred Wolf (2008)
- Just Add Water, regia di Hart Bochner (2008)
- Zack & Miri - Amore a... primo sesso (Zack and Miri Make a Porno), regia di Kevin Smith (2008)
- La verità è che non gli piaci abbastanza (He's Just Not That Into You), regia di Ken Kwapis (2009)
- Still Waiting..., regia di Jeff Balis (2009)
- Drag Me to Hell, regia di Sam Raimi (2009)
- Serious Moonlight, regia di Cheryl Hines (2009)
- Funny People, regia di Judd Apatow (2009)
- Youth in Revolt, regia di Miguel Arteta (2009)
- Daddy Sitter (Old Dogs), regia di Walt Becker (2009) - cameo non accreditato
- Taking Chances - Due cuori e un casinò (Taking Chances), regia di Talmage Cooley (2009)
- After.Life, regia di Agnieszka Wojtowicz-Vosloo (2009)
- Amore a mille... miglia (Going the Distance), regia di Nanette Burstein (2010)
- The Conspirator, regia di Robert Redford (2010)
- 10 Years, regia di Jamie Linden (2011)
- Le squillo della porta accanto (For a Good Time, Call...), regia di Jamie Travis (2012)
- Comic Movie (Movie 43), registi vari (2013)
- Una rete di bugie (A Case of You), regia di Kat Coiro (2013)
- Best Man Down, regia di Ted Koland (2013)
- Veronica Mars - Il film (Veronica Mars), regia di Rob Thomas (2014)
- Tusk, regia di Kevin Smith (2014)
- Chiedimi tutto (Ask Me Anything), regia di Allison Burnett (2014)
- Yoga Hosers - Guerriere per sbaglio (Yoga Hosers), regia di Kevin Smith (2016)
- Lavender, regia di Ed Gass-Donnelly (2016)
- And Then I Go, regia di Vincent Grashaw (2017)
- Jay e Silent Bob - Ritorno a Hollywood (Jay and Silent Bob Reboot), regia di Kevin Smith (2019)
- Barbarian, regia di Zach Cregger (2022)
- Clerks III, regia di Kevin Smith (2022)
- House of Darkness, regia di Neil LaBute (2022)
- Weapons, regia di Zach Cregger (2025)

#### Televisione
- Ed – serie TV, 83 episodi (2000-2004)
- That '70s Show – serie TV, 1 episodio (2006)
- New Girl – serie TV, 4 episodi (2011-2012)
- Mom - serie TV, 3 episodi (2013)
- Giri / Haji - Dovere / Vergogna - serie TV (2019)
- Piccoli brividi (Goosebumps) – serie TV, 10 episodi (2023)

### Attore, sceneggiatore e produttore
- Una rete di bugie (A Case of You), regia di Kat Coiro (2013)

### Doppiatore
- King of the Hill – serie TV, 3 episodi (2006-2007)
- Alvin Superstar (Alvin and the Chipmunks), regia di Tim Hill (2007)
- Planet 51, regia di Jorge Blanco, Javier Abad e Marcos Martínez (2009)
- Battaglia per la Terra 3D (Battle For TerrA), regia di Aristomenis Tsirbas (2009)
- Alvin Superstar 2, regia di Betty Thomas (2009)
- Alpha and Omega, regia di Anthony Bell e Ben Gluck (2010)
- Alvin Superstar 3 - Si salvi chi può! (Alvin and the Chipmunks: Chipwrecked), regia di Mike Mitchell (2011)
- Unsupervised – serie TV, 10 episodi (2012)
- A spasso con i dinosauri - film (2013)
- Alvin Superstar - Nessuno ci può fermare (Alvin and the Chipmunks: The Road Chip), regia di Walt Becker (2015)
- F Is for Family - serie TV (2015-)
- Skylanders Academy - serie TV, 38 episodi (2016-2018)

### Conduttore
- Geni all'opera - game show, 8 episodi (2020)

## Doppiatori italiani
Nelle versioni in italiano delle opere in cui ha recitato, Justin Long è stato doppiato da:
- Emiliano Coltorti in Ammesso, The Conspirator, 10 Years, Comic Movie, Mom, Jay e Silent Bob - Ritorno a Hollywood, Piccoli brividi, Weapons
- Stefano Crescentini in Ed, After.Life, Amore a mille... miglia, Barbarian
- Francesco Pezzulli in Palle al balzo - Dodgeball, Die Hard - Vivere o morire, Serious Moonlight, New Girl
- David Chevalier in Drag Me to Hell, Tusk, Frank & Lola
- Alessandro Tiberi in Jeepers Creepers - Il canto del diavolo, Herbie - Il super maggiolino
- Francesco Venditti in Crossroads - Le strade della vita, La verità è che non gli piaci abbastanza
- Nanni Baldini in Ti odio, ti lascio, ti..., Clerks III
- Andrea Lavagnino in Zack & Miri - Amore a... primo sesso, Funny People
- Marco Vivio in Taking Chances - Due cuori e un casinò, Una rete di bugie
- Gabriele Sabatini in Jeepers Creepers 2 -  Il canto del diavolo 2
- Gabriele Vender in Waiting...
- Loris Loddi in Idiocracy
- Massimo De Ambrosis in Walk Hard - La storia di Dewey Cox
- Davide Lepore in Daddy Sitter
- Flavio Aquilone in Le squillo della porta accanto
- Massimo Aresu in Chiedimi tutto
- Daniele Giuliani in Yoga Hosers - Guerriere per sbaglio
- Guido Di Naccio in Giri / Haji - Dovere / Vergogna
- Riccardo Suarez in Jeepers Creepers - Il canto del diavolo (ridoppiaggio)
- Gabriele Lopez in Die Hard - Vivere o morire (ridoppiaggio)

Da doppiatore è sostituito da:
- Davide Perino in Alvin Superstar, Alvin Superstar 2, Alvin Superstar 3 - Si salvi chi può!, Alvin Superstar - Nessuno ci può fermare
- Stefano Crescentini in Battaglia per la Terra 3D, Alpha and Omega
- Francesco Venditti in F Is for Family
- Alessandro Tiberi in Planet 51
- Daniele Giuliani in A spasso con i dinosauri
- Emiliano Coltorti in Skylanders Academy
- Marco Vivio in Masters of the Universe: Revelation